# De Promotie (hoorspel)
De Promotie is een hoorspel van Frans Verbeek. Het is een dialoog, op 19 februari 1985 uitgezonden door de TROS. De regisseur was Marlies Cordia.

## Rolverdeling
- Man: Hans Veerman
- Alter ego: Hans Karsenbarg

## Plot
Een man ligt in bad en begint tegen zijn zin in een gesprek met zijn alter ego, dat hem verwijt dat hij te veel werkt en te weinig ontspant. Het is meer een woordenstrijd waarin de man zichzelf verdedigt en het alter ego hem steeds aanvalt. De man zet zich volledig in voor de promotie, maar toch krijgt de man last van zijn midlifecrisis.